# Taboo: The Sixth Sense
Taboo: The Sixth Sense és un simulador de cartomància a través del tarot, desenvolupat per Rare i publicat per Tradewest per a Nintendo Entertainment System (NES) el 1989.
Aquest videojoc ofereix als usuaris una lectura del tarot on el "repartidor" barreja automàticament les cartes. És l'únic joc de NES que presenta dues advertències: que està pensat per a jugadors de catorze anys o més i que el joc està pensat només per a entreteniment. Taboo es va comercialitzar com un joc grupal que diversos adults podien gaudir de manera simultània.
En carregar-se, el joc requereix l'entrada del nom, la data de naixement i el sexe del jugador. El joc demana a l'usuari que introdueixi una pregunta i barreja les cartes. A continuació, el joc genera una lectura del tarot mitjançant la disposició de la creu celta. El joc utilitza tota la baralla de tarot de 78 cartes, que consisteix en els Arcans Menors i els Arcans Majors.
El fulletó d'instruccions ofereix una breu història dels orígens de la paraula "Tarot". També enumera els arcans i les cartes i aprofundeix en els detalls de la seva disposició, inclòs el que significa cada posició a la creu celta. El joc conté nuesa i imatges religioses, que en aquells moments eren inacceptables segons les directrius de contingut de Nintendo a Amèrica.
Una llegenda urbana que envolta Taboo afirma que el joc havia predit amb precisió la mort d'alguns dels seus joves jugadors. Apareix al capítol Wish list (part I) de la sèrie "The Angry Video Game Nerd: How the Nerd Stole Christmas". El joc apareix en un dels antics catàlegs de nadal.